# Саидов, Фуркат Фатхуллоевич
Фуркат Фатхуллоевич Саидов (тадж. Фурқатулло Фатҳуллоевич Саидов; род. 5 октября 1967, д. Кади, Шахринавский район, Таджикская ССР, СССР) — советский и таджикский певец, композитор и автор песен, народный артист Таджикистана (2021), народный артист Узбекистана (2024).

## Биография
Родился 5 октября 1967 года в деревне Кади, Шахринавский район, Таджикская ССР, СССР. С 1986 по 1992 год учился на факультете таджикской традиционной музыки Таджикского государственного института культуры и искусств имени Мирзо Турсунзаде.
Свою творческую деятельность начал в 1992 году в ансамбле «Джахоноро», солистом которого он был до 2004 года, когда был приглашён в ансамбль «Дарё». В 2007 году стал художественным руководителем государственного народного ансамбля «Шашмаком», носящего имя Фазлиддина Шахобова. Кроме того, он является автором и исполнителем нескольких песен ансамбля, которые вошли в репертуар национального радио и телевидения. Вместе с ансамблем совершал творческие туры в таких странах, как Россия, Иран, Азербайджан, ОАЭ, Казахстан и США.

## Награды
- 2024 — Народный артист Республики Узбекистан[3]
- 2021 — Народный артист Республики Таджикистан[4]
- 2013 — Заслуженный артист Республики Таджикистан